# Cypr na Zimowych Igrzyskach Olimpijskich 2010

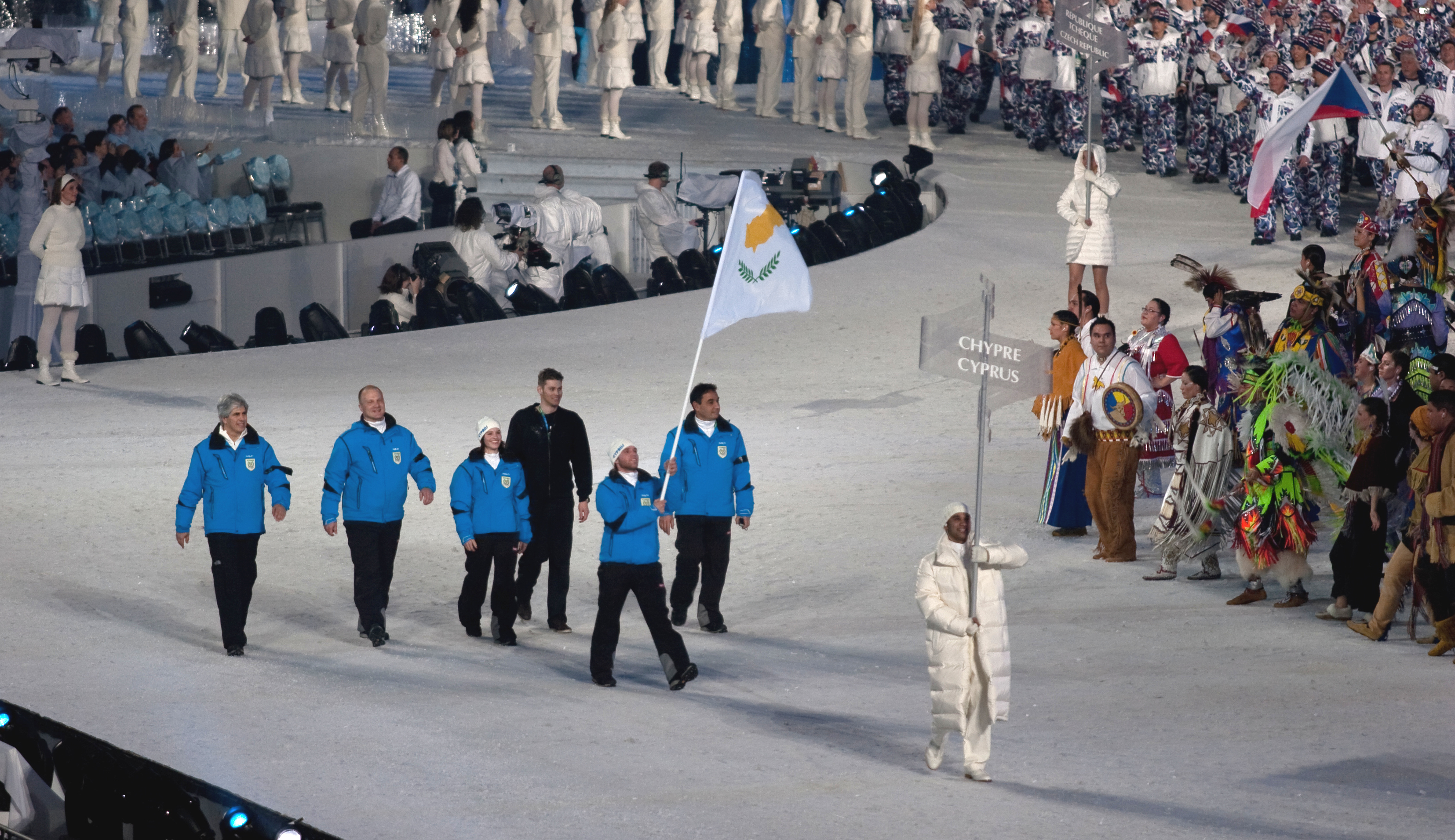
Reprezentacja Cypru podczas ceremonii otwarcia igrzysk olimpijskich

Cypr na Zimowych Igrzyskach Olimpijskich 2010 reprezentowało dwoje zawodników.

## Narciarstwo alpejskie
| Zawodnik                      | Konkurencja       | 1 przejazd | 1 przejazd | 2 przejazd | 2 przejazd | Łącznie | Łącznie | Źródło               |
| Zawodnik                      | Konkurencja       | Czas       | Pozycja    | Czas       | Pozycja    | Czas    | Pozycja | Źródło               |
| ----------------------------- | ----------------- | ---------- | ---------- | ---------- | ---------- | ------- | ------- | -------------------- |
| Christoforos Papamichalopulos | slalom gigant (m) | 1:29,02    | 72.        | DNF        | DNF        | DNF     | DNF     | [ 1 ] [ 2 ] [ 3 ]    |
| Christoforos Papamichalopulos | slalom (m)        | DNF        | DNF        | DNF        | DNF        | DNF     | DNF     | [ 4 ] [ 5 ] [ 6 ]    |
| Sofia Papamichalopulos        | slalom gigant (k) | 1:28,38    | 65.        | 1:23,48    | 54.        | 2:51,86 | 55.     | [ 7 ] [ 8 ] [ 9 ]    |
| Sofia Papamichalopulos        | slalom (k)        | 1:02,47    | 66.        | 1:02,71    | 53.        | 2:05,18 | 53.     | [ 10 ] [ 11 ] [ 12 ] |